# Анна Сарвіра
Анна Сарвіра (народилася 6 вересня 1986, Запоріжжя, Україна) — українська художниця, дизайнерка, ілюстраторка дитячих книжок, кураторка клубу ілюстраторів «Pictoric»

## Освіта
Національна академія образотворчого мистецтва й архітектури

## Професійна діяльність
Від 2005 року ілюструє дитячі книжки та журнали
Співпрацювала з багатьма українськими та закордонними видавництвами, серед яких «Основи», «Книголав», «А-БА-БА-ГА-ЛА-МА-ГА», «Glowberry», «Люта Справа», «Віват», «Грані-Т», «Братське», «Blue Rabbit Publishing», «Benchmark Education»
Проілюструвала понад двадцять книжок.
Також малює постери, ілюстрації для журналів, ігор, робить анімаційні ролики (зокрема для «Unicef»)
Від 2017 року почала працювати над великим анімаційним проектом Хоробрі Зайці, україно-іспанського виробництва Glowberry [Архівовано 13 червня 2021 у Wayback Machine.]& Anima [Архівовано 15 травня 2022 у Wayback Machine.]
Веде активну виставкову діяльність — роботи Анни експонували в Україні, Німеччині, Португалії, Польщі, Грузії, Італії, Японії, США

## Відзнаки та нагороди
Книжки з ілюстраціями Анни Сарвіри неодноразово були відзначені журі конкурсів і премій:
- національна відзнака «Найкраща дитяча книга» (2011)
- фіналістка міжнародного конкурсу ілюстрації COW (2014)
- фіналістка конкурсу Cinema posters Awards (2014)
- увійшла в список 75 кращих ілюстраторів світу під час Bologna Children's Book Fair з роботами до книжки «Геть дорослих!» Сергія Прилуцького (2017)
- відзнака премії «Найкращий книжковий дизайн» на «Книжковому Арсеналі» за оформлення книжки «Сила дівчат» (2018)
- увійшла в список 76 кращих ілюстраторів світу під час Bologna Children's Book Fair з роботами до книжки Йоко Сано «Казка про кота, який жив мільйон разів» (2019)

## Інше
Серед захоплень — виготовлення сережок із керамопластику, веслування